# Plymouth Barracuda
Plymouth Barracuda — дводверний автомобіль сегменту Pony car виробництва Plymouth, підрозділу Chrysler Corporation. З 1964 по 1974 рік змінилося три покоління «Баракуди».
Існують такі покоління Plymouth Barracuda:
- Plymouth Barracuda I (1964—1966)
- Plymouth Barracuda II (1967—1969)
- Plymouth Barracuda III (1970—1974)

## Перше покоління (1964—1966)

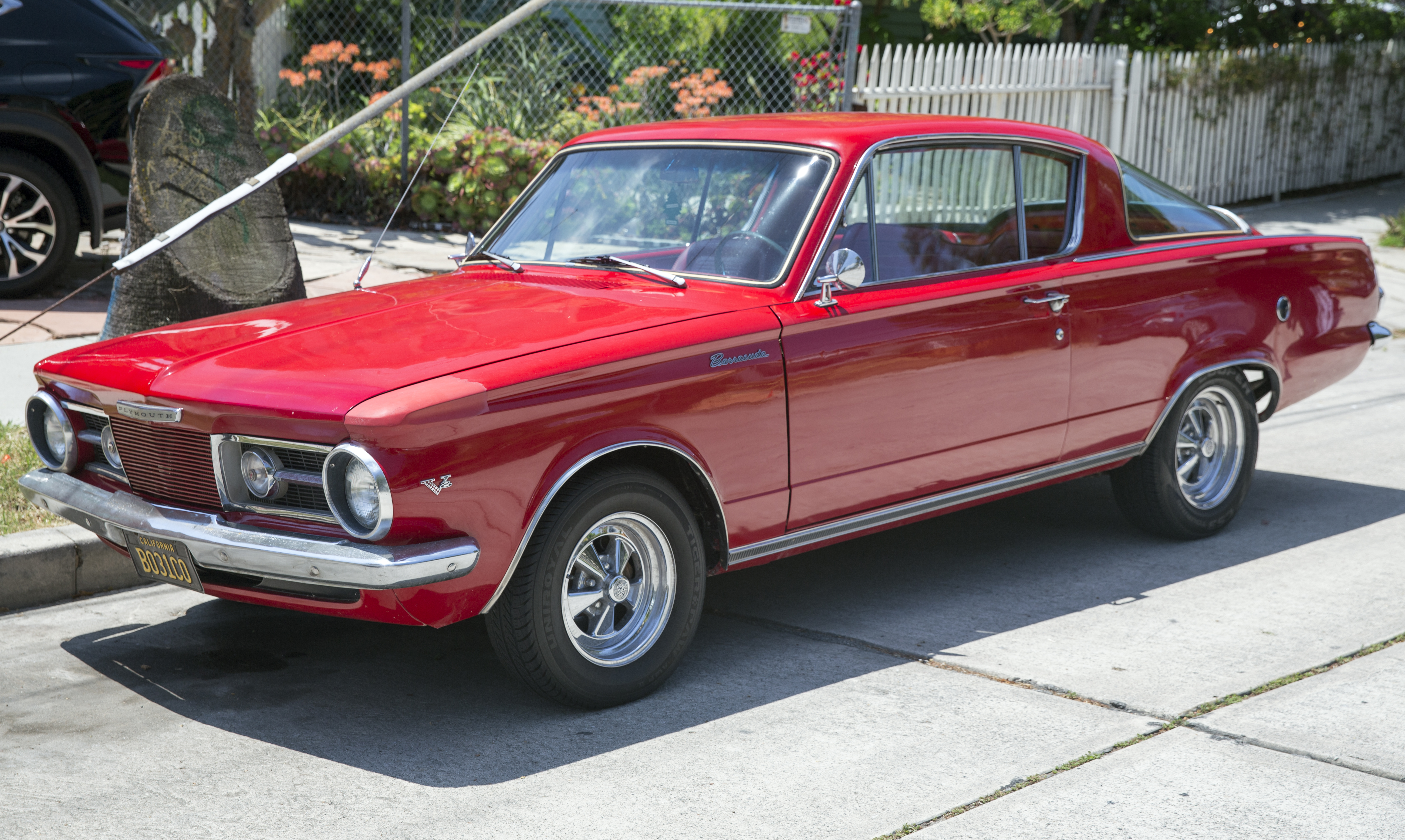
Plymouth Barracuda 1965

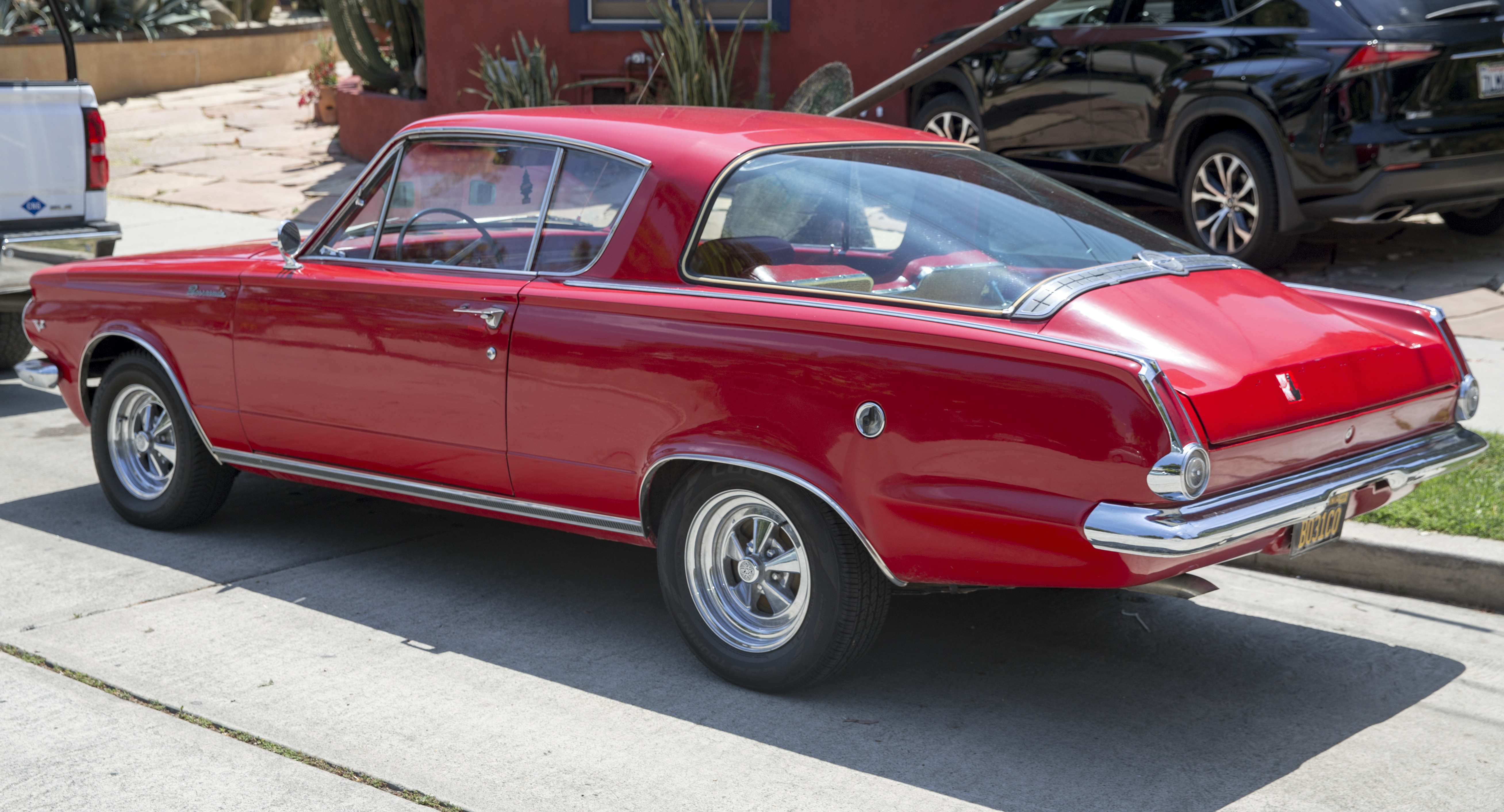
Plymouth Barracuda 1965

На початку - середині 1960-х років всі американські виробники стали пропонувати спортивні компактні автомобілі, названі Pony Car. Chrysler, вибрав платформу Plymouth Valiant для створення автомобіля в цьому класі.
Спочатку керівники Plymouth хотіли назвати новий автомобіль «Panda», але ця ідея була непопулярна у дизайнерів автомобіля. Зрештою, Джон Samsen запропонував назву «Barracuda», яке і було вибрано.
Перші Barracuda використовували як платформу Valiant з колісною базою 2692 мм. Капот, обрамлення фар, лобове скло, вентиляційні вікна, квартал панелей і бамперів були ідентичні базовій моделі, а всі інші елементи кузова і скла були новими. Цей гібридний підхід до дизайну значно зменшував трудомісткість проектування і вартість оснащення для нової моделі. Компанія «Pittsburgh Plate Glass» (PPG) у співпраці з дизайнерами Chrysler спроектували заднє скло площею 1,33 м², найбільше на стандартних автомобілях того часу.
Силові агрегати теж були ідентичні Valiant, в тому числі дві версії Chrysler Slant-6 з шістьма циліндрами. Стандартним двигуном був Chrysler Slant-6170 потужністю 101 к.с. (75 кВт), Slant-6225 (3,7 л) потужністю 145 к.с. (108 кВт) пропонувався як опція. Ціна базової Barracuda становила $ 2512.
Найпотужнішим варіантом в 1964 році був Chrysler LA 273 V8 (4,5 л). Компактний і відносно легкий двигун був оснащений двокамерним карбюратором і справляв 180 к.с. (130 кВт).
У 1965 році Slant-6225 став базовим двигуном на ринку США, хоча 170-й залишався базовим двигуном в Канаді. 273 двигун в оновленій версії Commando оснащався чотирикамерним карбюратором, збільшеною ступенем стиснення (10,5), агресивнішим розподілвалом. Ці та інші оновлення збільшили потужність двигуна до 235 к.с. (175 кВт).
Також в 1965 році був введений «пакет S». Він включав двигун V8 Commando, оновлену підвіску, великі колеса і шини, спеціальні емблеми і тахометр. Дискові гальма і заводський кондиціонер стали доступні після 1965 модельного року.
У 1966 році Barracuda отримала нові задні ліхтарі і приладову панель, на якій знайшлося місце для покажчика тиску масла і тахометра. У 1966 році була перероблена передня частина, стали більш прямолінійними контури крил. Бампери стали більшими.
Хоча перші Барракуди були значною мірою засновані на «Plymouth Valiant», Plymouth хотів, щоб вони сприймалися як різні моделі і почав розробку моделі нового покоління.

### Двигуни
- 170 cu in (2.8 L) Slant-6 I6
- 225 cu in (3.7 L) Slant-6 I6
- 273 cu in (4.5 L) LA V8

## Друге покоління (1967—1969)

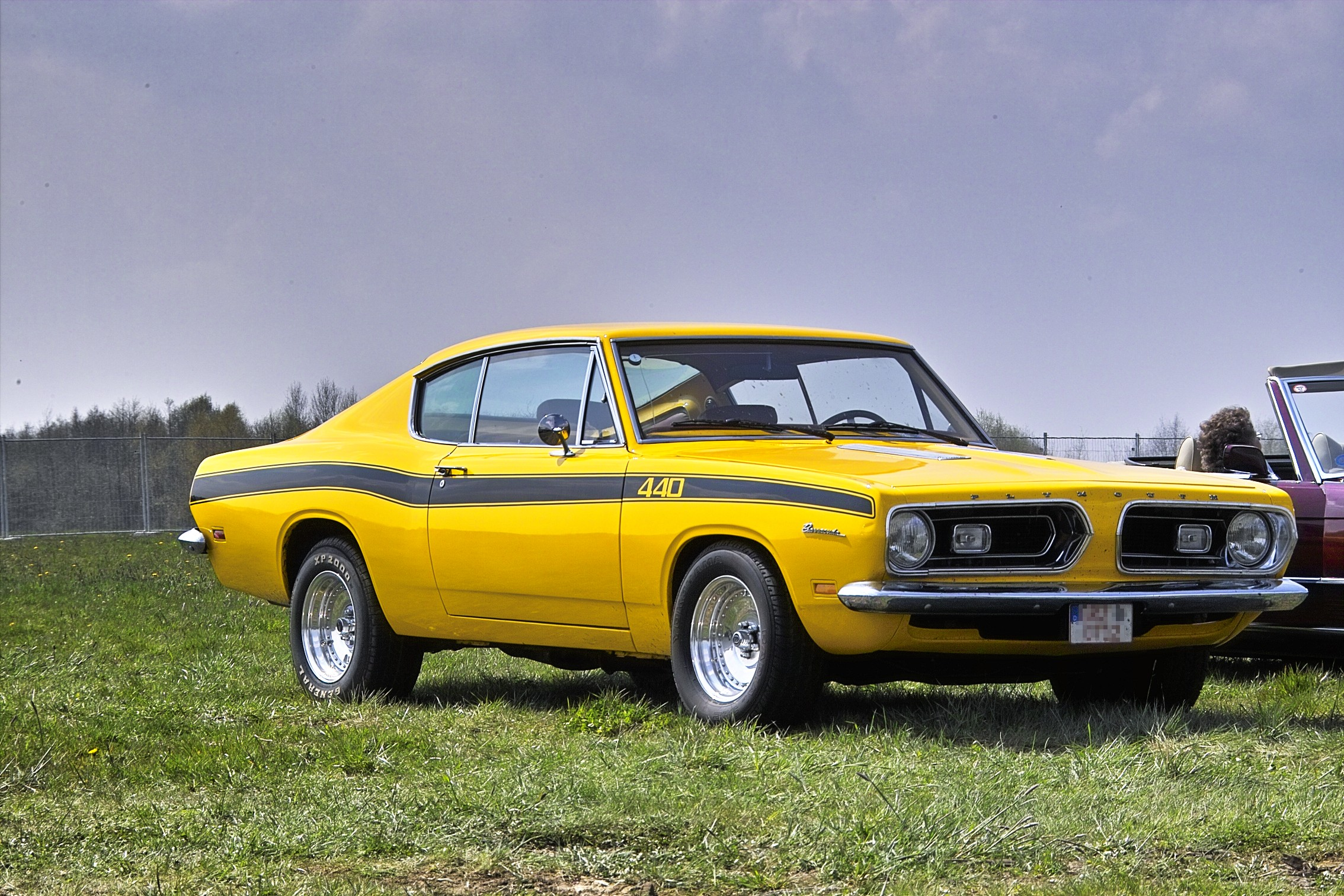
Plymouth Barracuda 440 1969

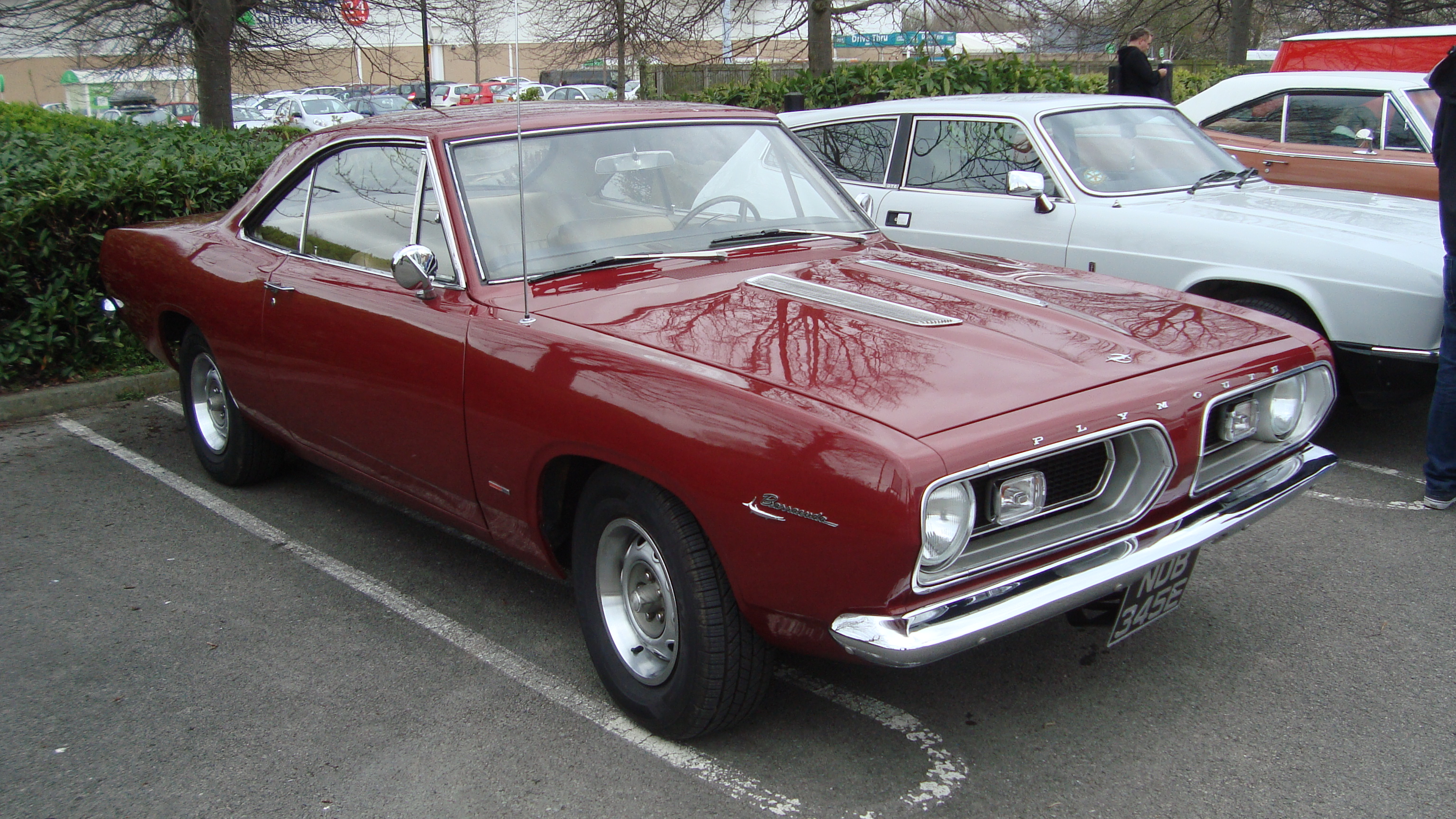
Plymouth Barracuda 1967

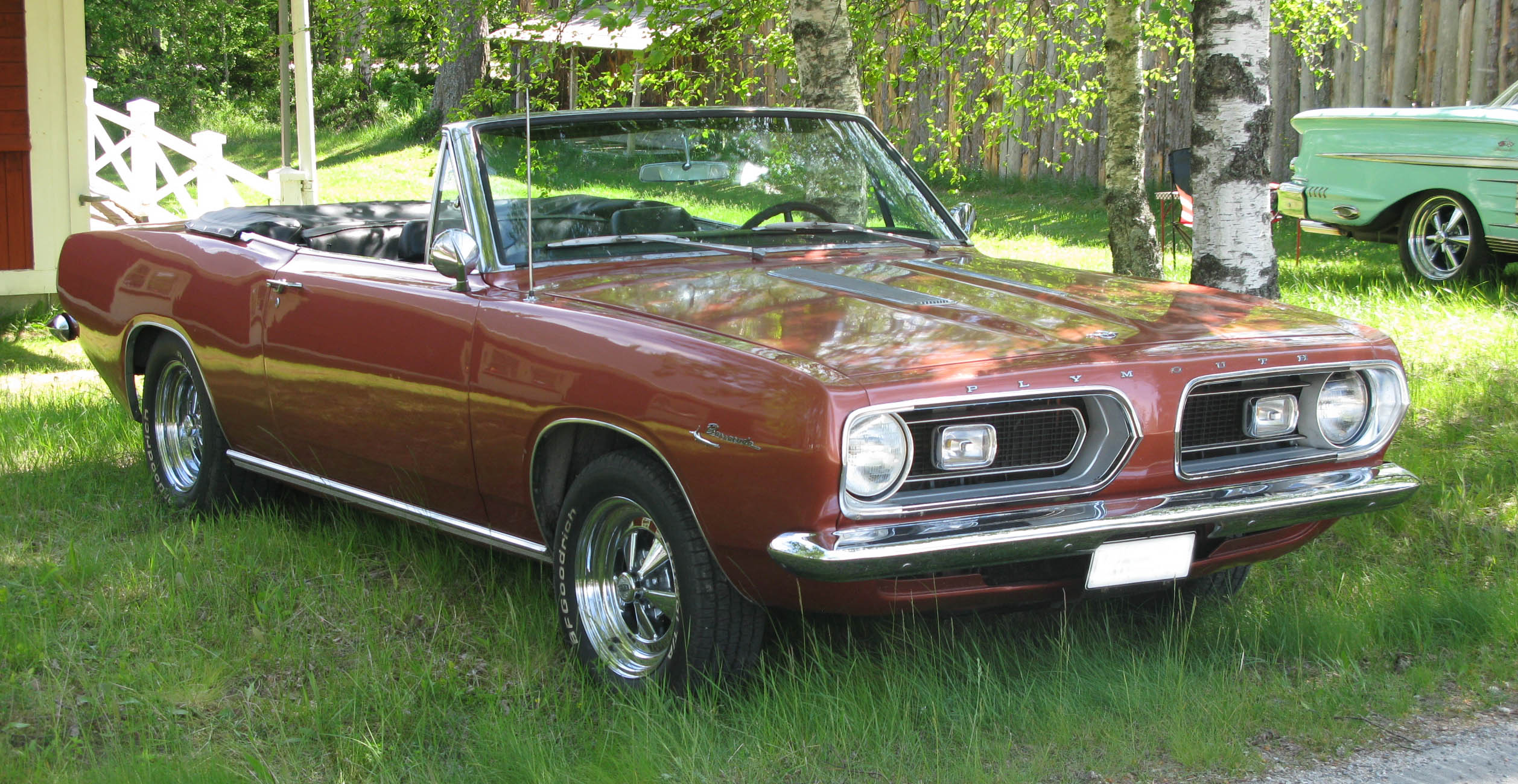
Plymouth Barracuda 1967

Друге покоління Barracuda було повністю перероблено. Ще розділяючи багато компонентів з Valiant, Barracuda отримала власний асортимент моделей, включаючи кабріолети, фастбек і хардтоп. Новий дизайн в стилі «Coke bottle styling» («стиль пляшки Коки») був розроблений дизайнерами Джон Е. Херліц і Джон Самсен.
Конкуренція в поні-класі посилилася, і Плімут вирішив переглянути варіанти двигунів Barracud'и. У 1967 році до існуючої гамі двигунів був доданий Chrysler B 383 V8 (6,3 л) «великий» блок («big-block»), який був доступний тільки з «S-пакетом».
У 1968 році 273-ті двигуни були замінені на двигун Chrysler A 318 V8 (5,2 л) і з'явився новий Chrysler LA 340 V8 (5,6 л) з чотирикамерним карбюратором. 373 Super Commando був модернізований (як і на Road Runner і Super Bee, але з більш обмеженою потужністю до 300 к.с.).
Також в 1968 році Chrysler випустив близько 50 фастбеків Барракуда, оснащених двигуном Chrysler RB 426 V8 Hemi (7,0 л). Ці автомобілі мали легкі елементи, такі як легкі бічні стекла, скловолоконні передні крила і капот з совком. В інструкції було зазначено, що автомобіль був призначений не для використання на дорогах загального користування, а для спортивних змагань.
У 1969 році потужність 383 двигуна була підвищена до 330 к.с. (250 кВт).

### Двигуни
- 225 cu in (3.7 L) Slant-6 I6
- 273 cu in (4.5 L) LA V8
- 318 cu in (5.2 L) LA V8
- 340 cu in (5.6 L) LA V8
- 383 cu in (6.3 L) B V8
- 440 cu in (7.2 L) RB V8
- 426 cu in (7.0 L) 2x4bbl HEMI RB V8

## Третє покоління (1970—1974)

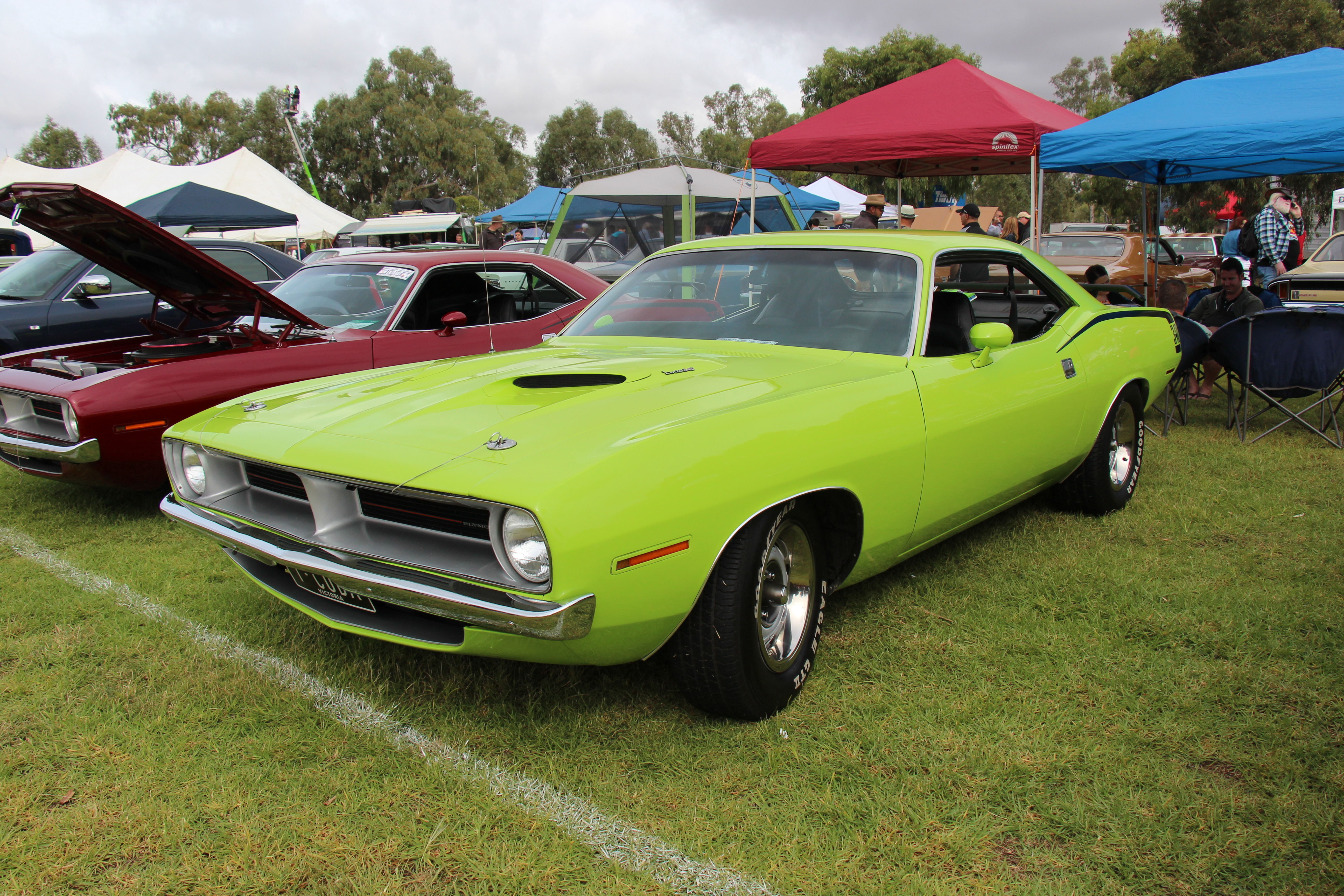
Plymouth Barracuda 340 1970

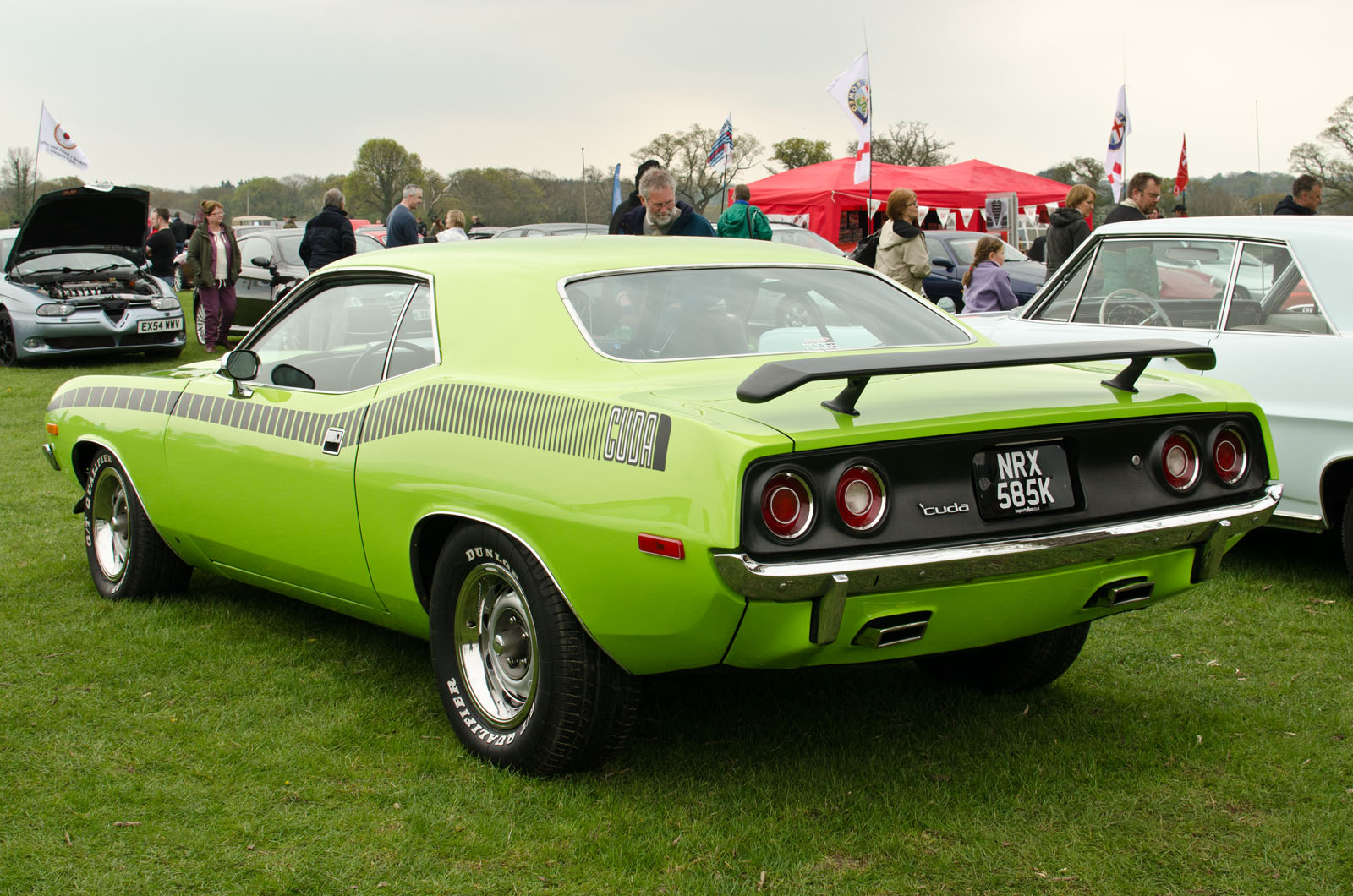
Plymouth Baracuda (1972)

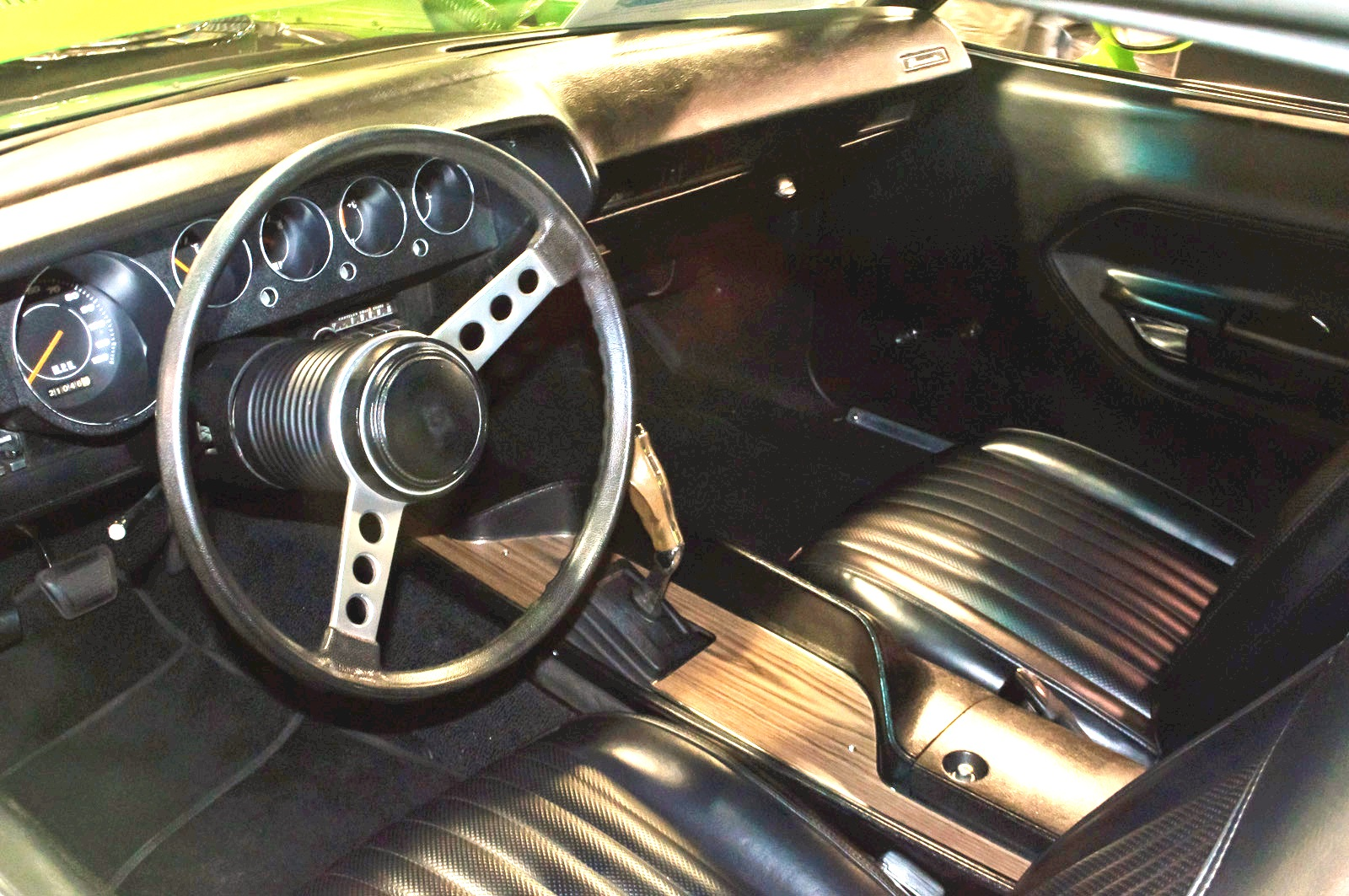

Barracuda третього покоління з'явилася в 1970 році, втративши всю спільність з Plymouth Valiant. Всі нові моделі, розроблені Джоном Е. Herlitz, були побудовані на більш короткій та широкій версії існуючої платформи «Chrysler B», названої «Chrysler E». Спільне використання цієї платформи було також розпочато Dodge Challenger, колісна база якого, однак, була на 51 мм довшою. Були запропоновані три версії: базова Barracuda (BH), орієнтована на розкіш Gran Coupe (ВР), і спортивна модель 'Cuda (BS). Моделі в оригінальному стані з двигуном Hemi на сьогодні дуже цінуються у колекціонерів. Через невелику популярність в роки випуску, їх було вироблено всього кілька сотень штук.
Barracuda знову був трохи змінений в 1971 році - з новими ґратами радіатора, задніми ліхтарями, сидіннями. «Баракуди» тільки 1971 року випуску оснащувалися чотирьохфарною схемою головного світла.

### Двигуни
- 198 cu in (3.2 L) Slant-6 I6
- 225 cu in (3.7 L) Slant-6 I6
- 318 cu in (5.2 L) LA V8
- 340 cu in (5.6 L) LA V8
- 360 cu in (5.9 L) LA V8
- 383 cu in (6.3 L) B V8
- 426 cu in (7.0 L) Hemi (Hamtramck plant only) V8
- 440 cu in (7.2 L) RB V8